# La Angostura
La Angostura è un sito archeologico situato nel comune di Antequera in Andalusia (Spagna), su una terrazza affacciata sul fiume Guadalhorce e comprende un insediamento e una necropoli con tombe del II e del IV e V secolo.
Le quattordici tombe della necropoli vennero rinvenute in occasione dei lavori di ampliamento di una strada e sono del tipo a fossa rettangolare, con copertura "a cappuccina" (due tegole disposte a spioventi) o con lastre di calcare orizzontali.
L'insediamento, coevo con la necropoli ha restituito numerose strutture a pianta rettangolare costruite in pietra.